# ران بايبي ران (فلم)
ران بايبي ران (بالإنجليزية: Run Baby Run)، هُو فيلم أكشن صدر سنة 2006 وأخرجه إيمانويل آبيا. الفيلم من بطولة John Apea. تلقى الفيلم 8 ترشيحات وفاز بأربع جوائز خلال حفل توزيع جوائز الأكاديمية الأفريقية للأفلام لسنة 2008 ‏من بينها جائزة أفضل فيلم وأفضل مخرج وأفضل سيناريو ‏.

## وصلات خارجية
- مقالات تستعمل روابط فنية بلا صلة مع ويكي بيانات